# Ів Енслер
Ів Енслер (англ. Eve Ensler) — американська драматургиня, артистка, феміністка та активістка. Насамперед відома як авторка п'єси «Монологи вагіни». 2006 року Чарльз Ішервуд — театральний критик з «Нью-Йорк Таймз» — так висловився щодо п'єси: «це можливо один із найважливіших творів політичного театру останнього десятиліття».
На 65 церемонії премії «Тоні» (2011), Енслер стала лауреаткою премії Ізабель Стівенсон, що вручається людям з театральної спільноти, які здійснили значний волонтерський внесок у галузі гуманітарної та соціальної роботи, чи благодійних організацій. Енлестер отримала цю нагороду за створення некомерційного руху «V-Day», який збирає кошти та ознайомлює громадськість про насильство проти жінок та про зусилля, які докладаються, щоб змінити цю ситуацію.

## Біографія
Ів Енслер народилася 25 травня 1953 року У Нью-Йорку, США. Друга з трьох дітей службовця харчової промисловості Артура Енслера та Кріс Енслер. Своє дитинство провела у північній околиці міста Скардейл. Її батько єврей, а матір — християнка; росла переважно серед єврейської спільноти. Нині Енслер дотримується вчень Нітірен-сю, зокрема займається йогою та читає мантру Наму-Мьо-Хо-Рен-Ге-Кьо.
За словами самої Енслер, протягом п'яти років (з п'ятирічного до десятирічного віку) її батько здійснював проти неї фізичне та сексуальне насильство. Зокрема, Еснслер описує своє дитинство такими словами: «[Я була] надзвичайно сумною, злою та надто зухвалою. Дівчинкою з брудним волоссям. Нікуди не вписувалася.»
Енслер навчалася в Мідделберзькому коледжі в Вермонті, де здобула репутацію войовничої феміністки. Після закінчення коледжу (1975), Енслер перебувала у декількох стосунках, які несли насильницький характер, та призвичаїлася до наркотиків і алкоголю. 1978 року вийшла заміж за Річарда Ділана МакДермотта, тридцятичотирирічного бармена, який переконав її пройти лікування в реабілітаційному центрі, щоб позбутися своєї наркотичної залежності. У двадцяитрирічному віці Енслер усиновила Марка Ентоні МакДермотта, шістнадцятирічного сина від першого шлюбу її чоловіка. Вони налагодили добрі стосунки, а Енслер навіть стверджувала, що такий досвід навчив її «як стати люблячою людиною». Після того, як в Енслер стався викидень, Марк взяв собі ще одне ім'я — Ділан, яким планувалося назвати новонародженого. 1988 року Енслер та Ділановий батько розійшлися, оскільки за словами останнього їй [Енслер] «потрібна була незалежність, свобода». В одній із статей «Сідней морнінг геральд» йшлося: «Після розлучення, вона вступила у довготривалі стосунки із митцем та психотерапевтом Аріелем Орр Джорданом, але зараз самотня, що у певний спосіб відповідає її кочовому способу життя — вона має помешкання в Нью-Йорку та Парижі, але більшу частину свого часу перебуває у подорожах».
У червні 2010 року Енслер написала в своїй статті для газети «Гардіан», як вона боролася з раком матки. Окрім того, вона описала свій досвід боротьби з хворобою у мемуарах «У тілі світу» (англ. In The Body of the World).

## Монологи вагіни
1996 року світ побачила найвідоміша п'єса Енслер — «Монологи вагіни». Вперше твір поставлено у підвалі вуличного кафе «Корнелія» у Гринвіч-Вілледжі. П'єсу перекладено 48 мовами і поставлено на театральних сценах у більш ніж 140 країнах. Серед знаменитостей, які виконували ті, чи інші ролі у постановках п'єси: Джейн Фонда, Вупі Голдберг, Ідіна Мензел, Гленн Клоуз, Сьюзен Серендон, Марін Мацці, Сінді Лопер, Мері Теста, Сандра О та Опра Вінфрі.
1996 року Енслер отримала премію «Обі» за найкращу нову п'єсу, а 1999 року — Грант Гуггенгайма за досягнення у галузі драматургії. Також авторка здобула премію Берілла Керр у галузі драматичного мистецтва, премію Еліот Нортон за видатний сольний виступ, а також премію Джері у галузі театрального мистецтва.
2007 року у підвальному приміщені Музею ідей відбулася львівська прем'єра спектаклю «Монологи вагіни», режисером якого став Вадим Сікорський. Окрім уривків п'єси Ів Енслер (перекладач — Віктор Морозов), постановка містила також й історії жінок з міста Лева. У постановці п'єси взяли участь такі акторки: Мар'яна Кучма, Мирослава Сполук та Ірина Кулак.

## Активізм
Енслер — відома активістка, яка бореться з насиллям проти жінок та дівчат. 1998 року після власного виконання п'єси «Монологи вагіни», вона вирішила створити некомерційний рух «V-Day», який сприяє збільшенню обізнаності людей про проблему насилля проти жінок та дівчат та завдяки щорічній постановці п'єси «Монологи вагіни» збирає кошти, які витрачаються на подолання цієї проблеми. Станом на 2010 рік, рух «V-Day» влаштував свої заходи у більш ніж 1,500 місцях у Сполучених Штатах та по всьому світу та зібрав більш ніж 100 млн доларів.

## Переклади українською
- Ів Енслер. Монологи вагіни. — К. : BookChef, 2018. — 176 с. — ISBN 978-617-7559-56-5.